# System of National Accounts
Il System of National Accounts (in italiano: "Sistema della contabilità nazionale" o SNA, abbreviazione di United Nations System of National Accounts o UNSNA) è il principale sistema internazionale di contabilità nazionale, formalizzato per la prima volta nel 1953 e revisionato tre volte (1968, 1993, 2008).

## Descrizione
L'obiettivo dell'SNA è quello di fornire un sistema di contabilità completo e capace di fornire un sistema di comparazione tra le nazioni quanto più immediato possibile. L'SNA andrebbe usato come una 'guida' da ogni nazione per produrne uno personalizzato per le proprie esigenze e capace di descrivere al meglio la propria economia e società.
Ogni anno viene pubblicato dalle Nazioni Unite un libro ("National Accounts Statistics: Main Aggregates and Detailed Tables") che raccoglie i principali dati statistici di tutte le nazioni dell'ONU.

### Critiche
Diversi tipi di critiche sono state mosse a questo standard, concernenti sia la mancata valutazione dei lavori domestici e volontari spesso fatti dalle donne, sia l'indicatore del PIL usato spesso come principale (e a volte unico) indicatore del progresso economico nel dibattito pubblico e politico e come mezzo di paragone per ogni confronto (con diversi economisti che propongono piuttosto di misurare anche il "benessere" sociale), sia la critica di economisti di orientamento marxista riguardanti la natura e della determinazione del "valore aggiunto", delle retribuzioni dei lavoratori dipendenti (definite "Compensation of employees" o CE nell'SNA stesso) e delle questioni correlate, sia da parte di statistici concernenti la non uniformità dei dati delle varie nazioni, rendendo i confronti inter-nazionali alquanto problematici.

### Sistemi simili
Nei paesi socialisti esisteva un sistema di contabilità nazionale chiamato Material Product System (o MPS), che si basava principalmente sulla produzione di beni materiali (industriale e agricola) e al posto del PIL utilizzava l'NMP (Net Material Product).
L'Unione Europea adotta un sistema simile all'SNA: il Sec95.